# 기후시
기후시(일본어: 岐阜市)는 일본 기후현 중남부에 있는 시이자 현청 소재지이다. 중핵시로 지정되어 있다.

## 개요
일본의 중앙에 위치해 있어서 역사적으로 중요한 역할을 해왔으며, 오다 노부나가를 포함한 센고쿠 시대의 많은 무장들은 이 지역을 일본 통일을 위한 초석으로 삼았다. 기후는 일본이 통일된 에도 시대에도 나카센도(中山道)의 슈쿠바(역참)로 계속 번영하였다. 이후 일본의 패션 중심지 중 하나가 되었다. 현대의 기후시가 성립하기 전에는 아쓰미군에 속했고, 현재 일본 정부에 의해 중핵시로 지정되어 있다. 나가라강의 충적 평야에 위치한 기후시는 주변의 자연 자원을 이용해 미노 와지(美濃和紙), 농업과 같은 전통 산업과 관광업이 발달하였다. 긴카산은 도시의 주요 상징 중 하나로 산림과 기후성이 있다. 또한 연중 많은 축제와 행사가 열린다.
두 개의 철도 노선이 기후를 통과한다. 그중 하나인 도카이도 본선은 도시를 통과해 일본의 대도시 중 하나인 나고야 및 그 주변 지역과 연결된다. 도시에는 주부 국제공항과 바로 연결되는 철도 노선과 국제적인 행사들을 열 수 있는 시설들이 갖춰져 있다.

## 역사
기후시에서 발견된 두 개의 고고학적 유적은 비옥한 노비평야 덕분에 선사 시대부터 이곳에 사람이 살았음을 보여준다. 료몬지와 고토즈카 유적에서는 야요이 시대 후기 것으로 보이는 대규모 고분이 발견되었다. 이후 일본 문명이 발전하면서 영구 정착지인 이노쿠치촌이 세워졌고 이후 오늘날의 기후시가 되었다.

### 센고쿠 시대
센고쿠 시대 때 자주 쓰이던 "기후를 지배하는 자가 천하를 얻는다"라는 말은 기후가 천황과 조정이 있는 교토로 가는 길목에 있고, 혼슈의 중앙에 위치해 일본 통일을 위해서는 꼭 차지해야 하는 곳이었기 때문이다. 200년 동안 도키씨가 지배하던 미노국은 강력한 지방 일족이었다. 그러나 센고쿠 시대 때 도키씨의 가신이었던 사이토 도산은 도키씨를 배반하고 1542년에 미노국을 차지하였으며 이나바산에 이나바야마성을 세우고 일본 통일 계획에 착수했다.
도산의 딸인 노히메는 이웃한 오와리국의 무장이었던 오다 노부나가와 혼인하였다. 노부나가가 이 지역을 지배할 때 현재의 이름을 얻게 되었다. 불교 승려와 상의한 후에 1567년에 노부나가는 미노국 주변 지역을 기후로 개칭하였다. 기후라는 이름은 고대 중국의 대부분이 통일되었을 때의 전설적인 산인 기산(岐山)과 공자가 태어난 곳인 곡부(曲阜)에서 각각 한 글자씩 따온 것이다. 비록 원래의 본거지는 아니었지만 노부나가는 도산의 성과 산을 각각 기후성과 긴카산으로 개칭하고 본거지로 삼았다.
이 무렵에 노부나가의 확장해가는 영토의 중심에 있었던 기후의 경제는 크게 성장하였다. 또한 노부나가는 이 지역의 절과 신사의 상업적 독점에 대항하기 위해 시민들을 위한 자유 시장인 라쿠이치라즈카(楽市楽座)를 설립하였다.

### 에도 시대 ~ 메이지 시대
노부나가 사후인 에도 시대에 기후는 에도 막부의 고카이도 중 하나인 나카센도를 통해 계속 성장하였다. 이 길이 기후를 정확히 통과하는 것은 아니었지만 훗날 기후시로 편입되는 곳에 가노주쿠, 고도주쿠와 같은 역참 마을이 번창하였다.
메이지 시대 중반 무렵인 1889년 7월 1일에 기후시가 성립하였고 당시의 면적은 10km2, 인구는 25,750명이었다. 2년 후인 1891년 10월 28일에 리히터 규모 8의 미노오와리 지진이 일어나 도시의 35%가 불타고 1,505명의 사상자(사망 245명, 부상 1,260명)가 발생하였으며 건물 6,336채(이 중 3,993채가 완전히 파괴됨)가 파괴되었다. 메이지 시대 말엽에 기후는 지진 피해로부터 복구되었고 1911년에는 전차가 부설될 만큼 번영하게 되었다.

### 현대
1940년에 기후시는 가노정을 편입해 면적이 크게 확장되었다. 가노정에는 많은 전통적인 산업들이 있어 기후시의 전체적인 공업 체력을 강화시켰다. 일본의 항공 중심지 역할을 한 이웃한 가카미가하라시와 함께 기후는 2차 대전 때 주요한 공업 중심지가 되었다. 결과적으로 기후는 미 공군의 목표가 되어 1945년 7월 9일의 폭격으로 1,383명의 사상자(사망 863명, 부상 520명)가 발생하고 20,426채의 건물이 파괴되었다.
이후 기후시는 점차 복구되었으나 1976년 9월 12일에 17호 태풍의 영향으로 큰 피해를 입었다. 도시의 성장은 1996년에 중핵시로 지정되면서 정점에 달했다. 패션 산업은 쇠퇴하기 시작하였으나 제조업이 도시 경제를 지탱해주었다. 최근에는 기후역 주변의 건설 붐으로 도시 경제가 개선되고 있다. 공공 건설 계획과 민간의 노력이 도시 경제를 다시 일으키고 있다.
기후시는 2006년에 이웃한 야나이즈정을 합병해 확장하였다.

## 지리

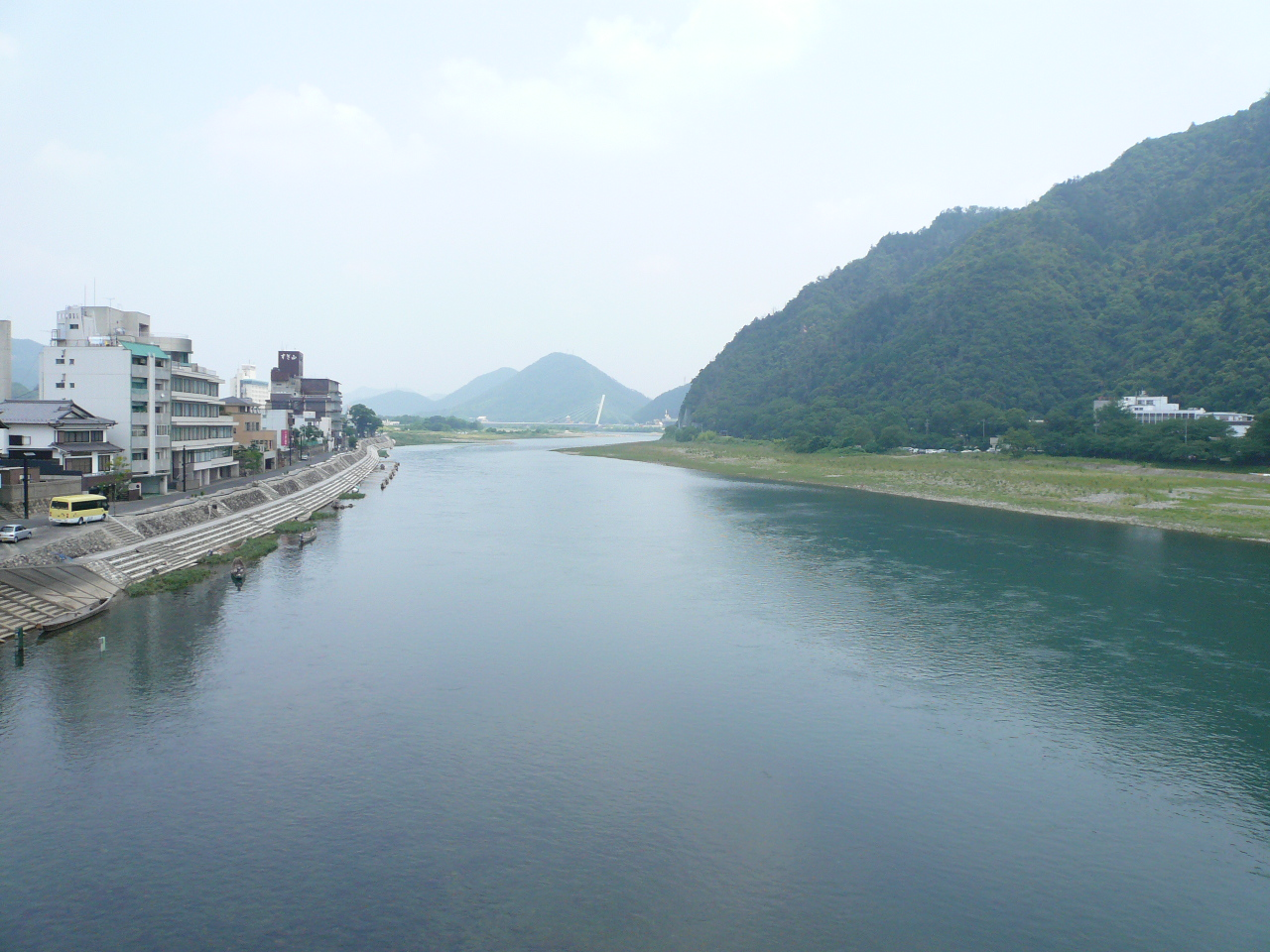
기후시를 흐르는 나가라강

기후현 남부에 위치하고 노비평야의 최북단에 위치한다. 기후시의 면적은 1940년에 가노정, 2006년에 야나이즈정 등 주변 지역 합병을 통해 크게 확장되었다. 결과적으로 기후시의 지리는 중심부의 감나무밭부터 외곽의 딸기밭까지 매우 다양하다. 북부는 산림이 풍부한 산지이지만 중심 시가지의 대부분은 남부에 펼쳐져 있다. 나가라강은 북서쪽에서 남동쪽으로 흐르며 시를 이등분한다. 시역의 대부분은 나가라강 충적 평야의 일부이고 환경 보존 지구이다. 강의 흐름 때문에 이 지역은 홍수가 일어나기 쉽다. 이 지역의 비옥한 토양은 주로 농경지로 이용된다. 2005년에는 6,731개의 농장이 1,367km2를 경작하고 있었다.
여름에는 서쪽에서 산을 넘어 덥고 건조한 바람이 불어오는 푄 현상이 발생한다. 2005년에 최저 기온은 −3.8°C, 최고 기온은 36.4°C 이었고 연평균 기온은 15.9°C였다. 같은 해에 도시의 연평균 강수량은 1,451mm이었다.
| 기후시의 기후                                                | 기후시의 기후 | 기후시의 기후 | 기후시의 기후 | 기후시의 기후 | 기후시의 기후 | 기후시의 기후 | 기후시의 기후 | 기후시의 기후 | 기후시의 기후 | 기후시의 기후 | 기후시의 기후 | 기후시의 기후 | 기후시의 기후   |
| 월                                                           | 1월           | 2월           | 3월           | 4월           | 5월           | 6월           | 7월           | 8월           | 9월           | 10월          | 11월          | 12월          | 연간            |
| ------------------------------------------------------------ | ------------- | ------------- | ------------- | ------------- | ------------- | ------------- | ------------- | ------------- | ------------- | ------------- | ------------- | ------------- | --------------- |
| 역대 최고 기온 °C (°F)                                       | 20.4 (68.7)   | 22.2 (72.0)   | 25.8 (78.4)   | 30.8 (87.4)   | 33.7 (92.7)   | 38.2 (100.8)  | 39.6 (103.3)  | 39.8 (103.6)  | 37.7 (99.9)   | 32.4 (90.3)   | 26.7 (80.1)   | 22.1 (71.8)   | 39.8 (103.6)    |
| 일평균 최고 기온 °C (°F)                                     | 9.1 (48.4)    | 10.3 (50.5)   | 14.2 (57.6)   | 20.0 (68.0)   | 24.7 (76.5)   | 27.8 (82.0)   | 31.6 (88.9)   | 33.4 (92.1)   | 29.2 (84.6)   | 23.6 (74.5)   | 17.5 (63.5)   | 11.6 (52.9)   | 21.1 (70.0)     |
| 일일 평균 기온 °C (°F)                                       | 4.6 (40.3)    | 5.4 (41.7)    | 9.0 (48.2)    | 14.5 (58.1)   | 19.4 (66.9)   | 23.2 (73.8)   | 27.0 (80.6)   | 28.3 (82.9)   | 24.5 (76.1)   | 18.7 (65.7)   | 12.5 (54.5)   | 7.0 (44.6)    | 16.2 (61.2)     |
| 일평균 최저 기온 °C (°F)                                     | 0.7 (33.3)    | 1.2 (34.2)    | 4.2 (39.6)    | 9.4 (48.9)    | 14.6 (58.3)   | 19.3 (66.7)   | 23.5 (74.3)   | 24.6 (76.3)   | 20.8 (69.4)   | 14.5 (58.1)   | 8.1 (46.6)    | 3.0 (37.4)    | 12.0 (53.6)     |
| 역대 최저 기온 °C (°F)                                       | −14.3 (6.3)   | −13.7 (7.3)   | −6.7 (19.9)   | −2.8 (27.0)   | 1.7 (35.1)    | 6.8 (44.2)    | 12.8 (55.0)   | 14.0 (57.2)   | 8.3 (46.9)    | 0.8 (33.4)    | −2.4 (27.7)   | −8.7 (16.3)   | −14.3 (6.3)     |
| 평균 강수량 mm (인치)                                        | 65.9 (2.59)   | 77.5 (3.05)   | 132.4 (5.21)  | 162.4 (6.39)  | 192.6 (7.58)  | 223.7 (8.81)  | 270.9 (10.67) | 169.5 (6.67)  | 242.7 (9.56)  | 161.6 (6.36)  | 87.1 (3.43)   | 74.5 (2.93)   | 1,860.7 (73.26) |
| 평균 강설량 cm (인치)                                        | 14 (5.5)      | 10 (3.9)      | 1 (0.4)       | 0 (0)         | 0 (0)         | 0 (0)         | 0 (0)         | 0 (0)         | 0 (0)         | 0 (0)         | 0 (0)         | 9 (3.5)       | 34 (13)         |
| 평균 강수일수 (≥ 0.5 mm)                                     | 9.0           | 9.3           | 10.4          | 10.5          | 10.9          | 12.6          | 13.8          | 10.7          | 12.5          | 9.6           | 7.8           | 10.1          | 127.2           |
| 평균 강설일수                                                | 12.3          | 9.5           | 4.5           | 0.2           | 0.0           | 0.0           | 0.0           | 0.0           | 0.0           | 0.0           | 0.0           | 7.1           | 33.4            |
| 평균 상대 습도 (%)                                           | 66            | 62            | 58            | 59            | 63            | 70            | 73            | 69            | 70            | 67            | 67            | 68            | 66              |
| 평균 월간 일조시간                                           | 161.3         | 165.7         | 196.2         | 200.0         | 205.4         | 160.1         | 166.5         | 202.4         | 163.7         | 172.8         | 158.8         | 155.6         | 2,108.6         |
| 출처: 일본 기상청 (평년값: 1991년~2020년, 극값: 1883년~현재) |               |               |               |               |               |               |               |               |               |               |               |               |                 |

## 인구
1889년에 기후시가 설치되었을 때는 소도시였고 이후 일본의 산업화가 진행되면서 완만한 성장을 하였다. 1930년대 일본의 군사력 강화기에 도시는 공업의 중심지가 되었고 빠르게 성장하였다. 기후는 전쟁 이후에도 번영하였으나 일본의 많은 다른 도시들처럼 1980년대와 90년대에 인구가 감소하기 시작했다. 최근에 큰 폭으로 인구가 증가하기는 했지만 이러한 경향은 이웃한 야나이즈정(13,000명)을 합병한 결과이다. 도시의 외국인 거주자는 9,000명으로 인구 성장의 또다른 요인이 되고 있다. 그러나 도시 경제의 회복세가 완연해지면서 인구가 증가하는 경향도 뚜렷해지고 있다.
|                                            | |
| 기후시의 전국의 연령별 인구 분포（2005년） | 기후시의 연령·남녀별 인구 분포（2005년）                                                                                  |
| ■자주색 ― 기후시 ■녹색 ― 일본전국          | ■파랑색 ― 남자 ■빨간색 ― 여자                                                                                             |
| · 기후시（에 해당되는 지역）의 인구추이    | |
| 일본 총무성 통계국 국세조사 결과           | |
|                                            | 이 그래프는 더 이상 지원되지 않는 레거시 그래프 확장 기능을 사용하고 있습니다. 새로운 차트 확장 기능으로 변환해야 합니다. |

2009년 1월 1일에 기후시의 인구는 422,061명이었다. 성별로는 남성 201,370명, 여성 220,691명이고 총 168,187세대가 거주한다. 일본의 많은 지역들처럼 65세 이상 노령 인구의 비율은 약 21.67%인 반면, 15세 이하의 인구는 14.13%에 불과하다. 주민의 평균 연령은 43.37세이다.

## 산업

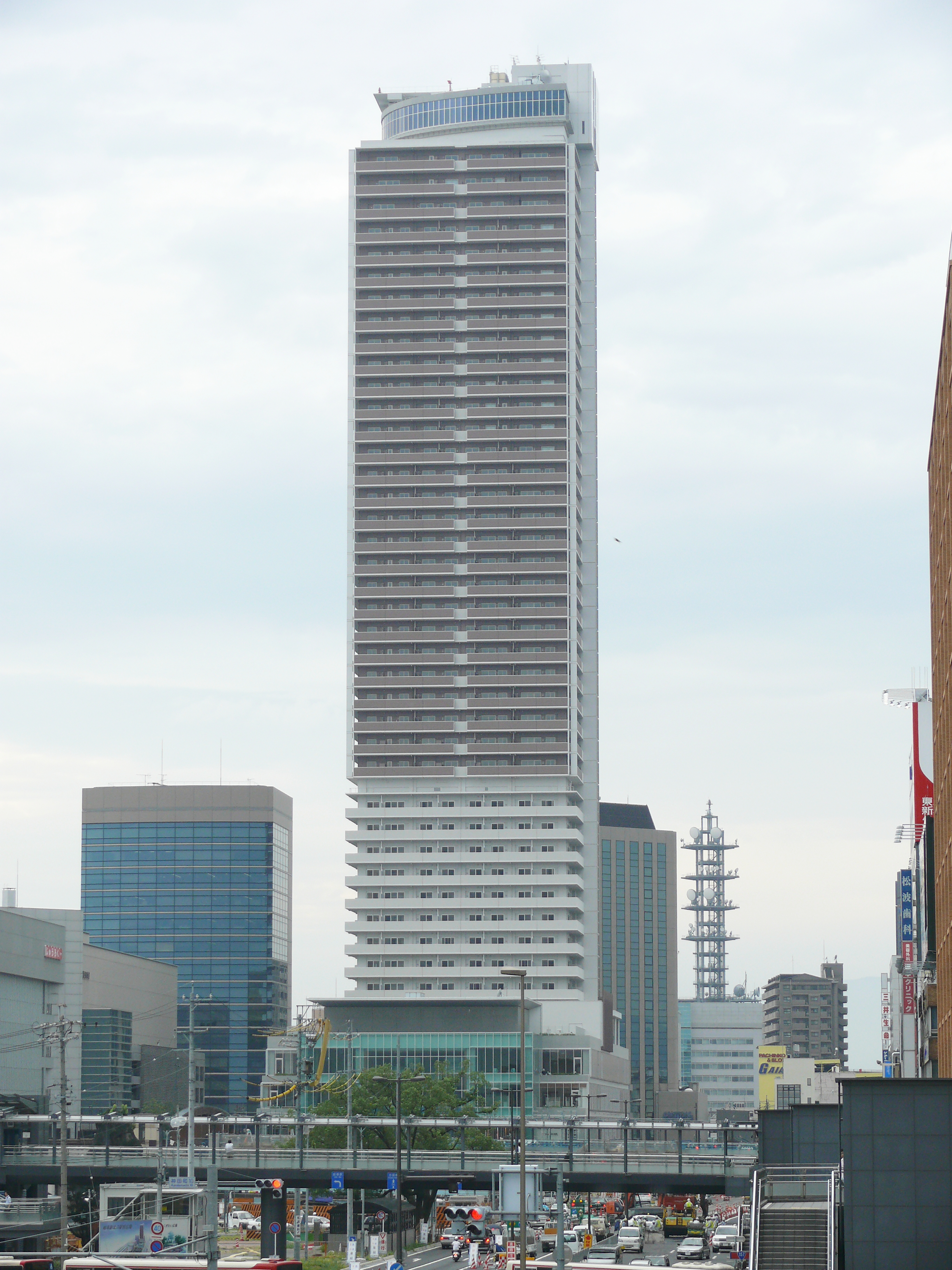
기후 시티 타워 43

주요 산업은 방직업이다. 오랫동안 기후는 일본 패션 산업의 선도지로 도쿄, 오사카와 경쟁해 왔다. 기후역 북쪽에는 많은 수의 소규모 의류 매장들이 있다. 또한 도심 상점가에는 일본 국내외의 많은 의복, 신발, 장신구들이 판매된다. 과거 10년 동안 기후의 패션 산업은 빠르게 쇠퇴하였지만 다른 산업이 발전하기 시작해 도시 경제를 지탱하고 있는데 그 산업이 바로 제조업이다. 기후시는 아이치현 주변에 위치해 많은 주요 자동차와 중공업 회사들이 있다. 기후시는 또한 금속 가공업으로 번영하는 지역이 되었다. 대중교통망과 고속도로를 이용해 이웃한 지역으로의 접근이 용이해 많은 회사들이 이 지역에 공장과 설비들을 두고 있다.
현대 산업 외에 기후 경제의 나머지 부분을 차지하는 것은 전통 산업이다. 예시로는 기후 부채, 미농지, 은어 요리 등이 있다.

## 교육
- 기후 대학

## 교통

### 철도
중심역: 기후역
- 도카이 여객철도
  - 도카이도 본선
  - 다카야마 본선

- 나고야 철도
  - 나고야 본선
  - 가카미가하라선
  - 다케하나선

### 도로
- 도카이호쿠리쿠 자동차도
- 국도 21호선
- 국도 22호선
- 국도 156호선
- 국도 157호선
- 국도 248호선
- 국도 256호선
- 국도 303호선

## 자매 도시와 제휴 도시
자매 도시
- 이탈리아 피렌체(1978년 2월 8일)
- 브라질 캄피나스(1982년 2월 22일)
- 미국 신시내티(1988년 5월 11일)
- 오스트리아 빈마이들링구 (1994년 3월 22일)
- 캐나다 선더베이(2007년 5월 28일)

우호 도시
- 중화인민공화국 항저우시 (1979년 2월 21일)